# Mauno Hartman
Mauno Runar Hartman, född 5 juli 1930 i Åbo, död 18 juli 2017 i Lahtis, var en finländsk skulptör och målare.
Hartman studerade vid Åbo konstförenings ritskola 1950, Finlands konstakademis skola 1950–1954 samt utomlands i Perugia 1957–1958 och Venedig, med Alberto Viani som lärare, 1959. Han ställde ut första gången 1955. På den tiden gjorde han kubistiska arbeten, som sedan övergick till rent geometriska kompositioner. 1960 inleddes Hartmans koncept med stora träkonstruktioner av patinerade och tjärade stockar, som ofta anknyter till stocktimrings- och gamla snickartraditioner. Han har kombinerat den folkliga finska traditionen med den moderna konstens uttryck.
Hartman har under de senaste decennierna även framträtt som målare och tecknare och skapat mindre, tredimensionella och bemålade (bl.a. med guld) kompositioner i trä. En serie målningar i stort format finns i operahuset i Herlsingfors.
Hartman representerade Finland på biennalen i Venedig 1968. Han var Årets konstnär i Helsingfors konsthall 1972 och erhöll Pro Finlandia-medaljen 1977. År 1988 förlänades han  professors titel.